# Silene salsuginea
Silene salsuginea är en nejlikväxtart som beskrevs av Hub.-mor. Silene salsuginea ingår i släktet glimmar, och familjen nejlikväxter. Inga underarter finns listade i Catalogue of Life.